# Three Way (Tennessee)
Pour les articles homonymes, voir Three Way.
Three Way est une municipalité américaine située dans le comté de Madison au Tennessee.
Selon le recensement de 2010, Three Way compte 1 709 habitants. La municipalité s'étend sur 4,54 milles carrés (11,76 km2).
Three Way est une municipalité depuis 1998. Elle doit son nom à sa situation à l'endroit où la U.S. Route 45 se divise entre la U.S. Route 45 Est et la U.S. Route 45 West.